# Teddy Reno
Teddy Reno, pseudonimo di Ferruccio Merk Ricordi (Trieste, 11 luglio 1926), è un cantante, produttore discografico e attore italiano naturalizzato svizzero.
Negli anni '60 ha inciso alcuni dischi usando un ulteriore pseudonimo, Rick Mantovani.

## Biografia
Nasce a Trieste, figlio dell'ingegnere Giorgio Merk von Merkenstein (di famiglia austro-ungarica di origini aristocratiche) e di Paola Sanguinetti, romana, di ascendenza ebraica, sorella dell'ing. Giorgio Sanguinetti proprietario e direttore della grande azienda alimentare Arrigoni, con stabilimenti in città e a Cesena. Negli anni trenta il padre dovette cambiare il cognome in Ricordi, per imposizione del regime fascista. 
Teddy si esibì per la prima volta nel 1938 a un concorso per dilettanti che si tenne a Rimini, cantando la canzone Tu sei la musica.

Dopo l'8 settembre Paola, ricercata dai nazi-fascisti per ragioni razziali, col figlio Ferruccio si rifugiò a Cesena presso il fratello, e in questa città Teddy frequentò l'ultimo anno del liceo classico. Nel giugno 1944, saputo che i repubblichini giuliani erano andati a cercarli nella loro casa di Trieste, si spostarono in un rifugio più sicuro a Milano Marittima, protetti sotto falsa identità dall'imprenditore alberghiero Ettore Sovera che nel proprio Hotel Mare Pineta, mentre ospitava vari ufficiali tedeschi, dava rifugio a partigiani, ebrei e prigionieri alleati in fuga. In dicembre i Merk-Ricordi si trasferirono nel ferrarese, ma furono catturati e rinchiusi nel carcere di Codigoro; infine, fortunosamente, riuscirono a riacquistare la libertà. 

Teddy Reno tra Vittorio Mascheroni e Lelio Luttazzi negli uffici della CGD (1949)

Esordì a Radio Trieste durante l'amministrazione alleata della città, lanciando, con l'orchestra del maestro Guido Cergoli, la canzone Eterno ritornello (Te vojo ben) di Bidoli.
Nel 1946 effettuò una tournée in Germania con l'orchestra britannica di Teddy Foster: attraversando il Reno gli venne l'idea dello pseudonimo, usando il nome del direttore d'orchestra e come cognome il fiume. Dopo essersi esibito per le truppe alleate in Europa (1945-47) e in seguito alla Rai di Torino con l'orchestra di Pippo Barzizza (1948) partecipò a svariate trasmissioni con l'orchestra diretta dal maestro Nicelli, in particolare Il braccialetto di Sheherazade, condotta da Nunzio Filogamo.
L'attività radiofonica ne favorì presto il successo discografico: con la CGD (casa discografica da lui fondata), fra il 1948 e il 1961 si distinse come interprete del genere romantico-melodico con canzoni di grande successo come Addormentarmi così (ripresa di un successo della cantante torinese Lidia Martorana), Trieste mia, Muleta mia (scritta dall'amico Lelio Luttazzi - anch'egli triestino - che lo seguì nell'avventura discografica come arrangiatore e direttore d'orchestra di tantissimi dischi editi dalla CGD), Aggio perduto o' suonno, Accarezzame, Na voce na chitarra e o' poco e' luna, Chella lla, Piccolissima serenata, Come sinfonia, con le quali raggiunse una notorietà internazionale. Ancora alla radio, fu tra i protagonisti di popolari trasmissioni come Nati per la musica (1953-54) e Punto interrogativo (1952).
Negli stessi anni si dedicò anche al teatro di rivista e alla commedia musicale, partecipando a Rosso e nero con Alberto Talegalli, Nilla Pizzi e Corrado (1954) e a L'adorabile Giulio, di Garinei e Giovannini, con Carlo Dapporto e Delia Scala (1957).

### Il Festival di Sanremo

Teddy Reno con Tito Manlio (1955)

Secondo e terzo classificato al Festival di Sanremo 1953, dal 1954 si dedicò soprattutto alla TV con programmi (da Canzoni al caminetto, 1955-1956, a Souvenir, 1960) che ospitarono personaggi d'eccezione come le attrici Jennifer Jones e Kim Novak o il cancelliere della Germania Ovest Konrad Adenauer. Vincitore del Festival di Napoli 1959 con Sarrà chissà di Murolo, fu attivo anche nel cinema (Totò, Peppino e la... malafemmina di Mastrocinque, 1956).
Nel 1961 ritornò a occuparsi attivamente di discografia fondando una nuova etichetta, la Galleria del Corso, con la quale lanciò, tra gli altri, Bruno Lauzi. Nello stesso anno inventò il Festival degli sconosciuti di Ariccia, con l'obiettivo di scoprire e lanciare nuovi talenti; la prima edizione si tenne nel 1962 e fu vinta da una giovanissima cantante di Torino, Rita Pavone, con la quale iniziò una storia d'amore. Il 15 marzo 1968 si sposarono con il rito religioso a Lugano, in Svizzera, dopo una serie di polemiche a causa della differenza d'età tra i due e, soprattutto, per il fatto che Teddy Reno era già sposato con la produttrice cinematografica Vania Protti (poi Vania Protti Traxler), dalla quale era separato dal 1960 e dalla quale divorziò dopo l'entrata in vigore della legge nel 1971. Teddy Reno aveva fatto conoscere ai telespettatori la prima moglie nello spettacolo Canzoni al caminetto. Da lei aveva avuto un figlio, Franco Ricordi, da cui poi ha avuto due nipoti.
Dopo il 1971 Teddy Reno e Rita Pavone si sposarono civilmente ad Ariccia. Con la cantante ebbe due figli e i due si stabilirono in Svizzera a partire dal 1968. Qui Ferruccio Ricordi riprese il suo cognome originale, Merk. Nel corso degli anni rallentò l'attività di cantante; comunque, nel dicembre del 2007 pubblicò Se questo non è amore, un album in cui ha cantato i suoi più grandi successi con nuovi arrangiamenti, curati dal maestro Paolo Ormi e da Victor Bach, includendo il nuovo brano Se questo non è amore, scritto da Emanuela Tomasini e da Roberto Fia.
Il 6 luglio 2013 gli è stato conferito il premio speciale "Grand Prix Corallo città di Alghero" alla carriera. Nel 2014, in occasione dei suoi settant'anni di carriera, Reno ha realizzato un CD dal titolo Teddy Reno 70 anni (di carriera). Per i suoi novant'anni, nel luglio 2016 è uscito il doppio album dal titolo Pezzi da... 90, con la produzione di Alberto Zeppieri e la collaborazione del Trio Tregenerazionale. L'album, oltre a nuove versioni dei suoi storici successi, contiene brani inediti come L'amore non ha età, L'altra metà di me, scritta da Rita Pavone, e Uno come noi, brano composto per papa Francesco.

### Onorificenze

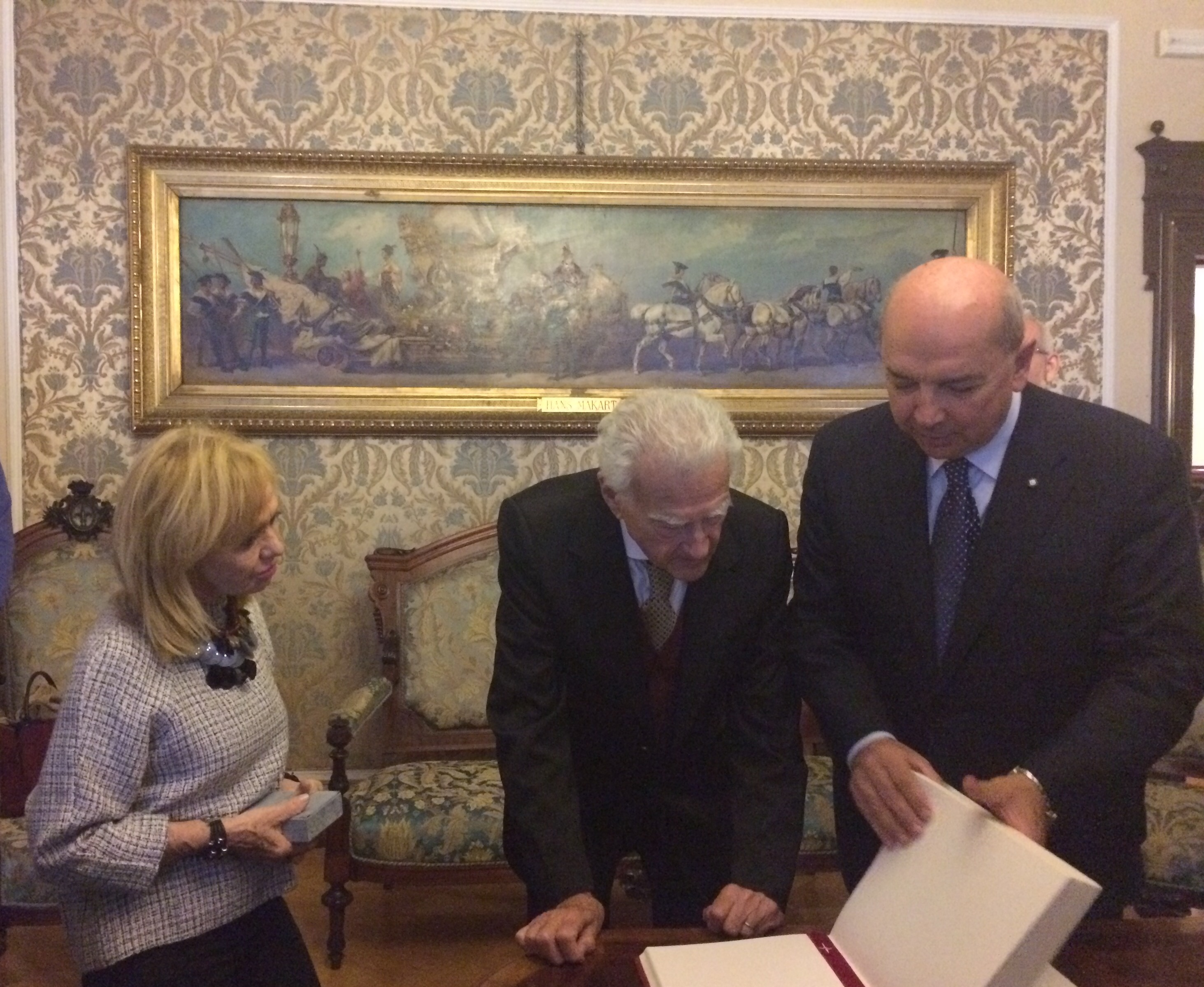
Teddy Reno al centro, la moglie Rita Pavone sulla sinistra, il sindaco di Trieste Roberto Dipiazza sulla destra durante la consegna del Sigillo trecentesco (25 ottobre 2016)

#### Sigillo trecentesco
Il 25 ottobre 2016, per mozione del consiglio comunale di Trieste, gli è stato consegnato dal sindaco di Trieste Roberto Dipiazza il Sigillo trecentesco in argento, durante una cerimonia tenutasi nel salotto azzurro del palazzo municipale, alla quale era presente anche la moglie Rita Pavone. "Novant'anni e non li dimostri", ha detto il sindaco Dipiazza consegnando il sigillo a Teddy Reno, "Ti ringraziamo di cuore per quello che hai fatto nella tua vita, portando sempre alto il vessillo di quella Trieste che tutti noi amiamo".
"È una delle più belle giornate della mia vita", ha aggiunto Teddy Reno che, per l'occasione, ha voluto rivolgere un pensiero particolare all'amico Lelio Luttazzi con cui, nel 1948, incominciò la carriera. La semplice e partecipata cerimonia è proseguita tra i ricordi, le note di Trieste mia che nostalgia... e simpatici aneddoti di vita. Come segno di stima e apprezzamento, il sindaco Dipiazza ha consegnato a Rita Pavone il crest ufficiale del Comune di Trieste perché, come ha dichiarato, "i fiori appassiscono e questo rimane" e "grazie per averlo sopportato".

## Discografia

### Album in studio
- 1954 - Prima selezione di successi napoletani (CGD, MV 0191)
- 1955 - Sognate con Teddy Reno (CGD, MV 0196)
- 1955 - In due si canta meglio (CGD, MV 0197) (con Marisa Brando)
- 1956 - Teddy Reno International (CGD, MV 0198)
- 1956 - Viaggio a Napoli con Teddy Reno (CGD, MV 0213)
- 1957 - Confidenze musicali (CGD, MV 0221)
- 1957 - Confidenze musicali n° 2 (CGD, MV 0227)
- 1958 - II "Sagra della Canzone Nova" Assisi 1958 (RCA Italiana, PML 10030; con Paolo Bacilieri, Nilla Pizzi e altri artisti)
- 1958 - In hi-fi (RCA Italiana, LPM 10034)
- 1959 - 20 canzoni di Sanremo '59 (RCA Italiana, LPM 10038; con Nilla Pizzi e Miranda Martino)
- 1959 - Napoli '59. Le 20 canzoni del festival (RCA Italiana, LPM 10060; con Nilla Pizzi, Elio Mauro, Stella Dizzy e Miranda Martino)
- 1974 - American Classics for Loving and Dancing Pleasure (RCA Italiana, TPL1-1027)
- 1975 - Italian Hits - Successi 1940-50 (RCA Italiana, TPL 1-1123)
- 2007 - Se questo non è amore (Delta dischi, B001CFN3W4)
- 2016 - Pezzi da... 90 (Azzurra Music, TRI-2015)

- 2007: Se questo non è amore (Delta Italiana, DEDL 21555)
- 2008: Vecchia America - Incisioni a 78 giri dal 1948 al 1956 (Twilight Music, TWI CD AS DS 08 01
- 2014 - 70 anni (di carriera) (FMR Svizzera, TR088)

## Filmografia

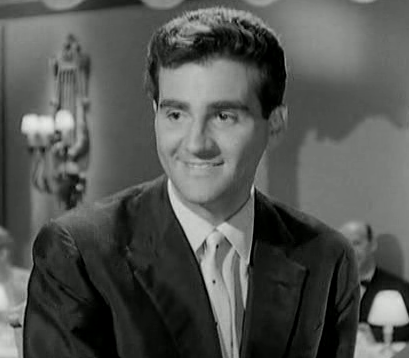
Teddy Reno in Totò, Vittorio e la dottoressa (1957)

- Miracolo a Viggiù, regia di Luigi Giachino (1951)
- Saluti e baci, regia di Giorgio Simonelli (1953)
- Le vacanze del sor Clemente, regia di Camillo Mastrocinque (1954)
- I cinque dell'Adamello, regia di Pino Mercanti (1954)
- Ballata tragica, regia di Luigi Capuano (1954)
- Vendicata!, regia di Giuseppe Vari (1955)
- Una voce, una chitarra, un po' di luna, regia di Giacomo Gentilomo (1956)
- Totò, Peppino e la... malafemmina, regia di Camillo Mastrocinque (1956)
- Totò, Peppino e i fuorilegge, regia di Camillo Mastrocinque (1956)
- Due sosia in allegria, regia di Ignazio Ferronetti (1956)
- Vacanze a Portofino, regia di Hans Deppe (1957)
- Totò, Vittorio e la dottoressa, regia di Camillo Mastrocinque (1957)
- Peppino, le modelle e... "chella llà", regia di Mario Mattoli (1957)
- Il nemico di mia moglie, regia di Gianni Puccini (1959)
- Destinazione Sanremo, regia di Domenico Paolella (1959)
- I Teddy boys della canzone, regia di Domenico Paolella (1960)
- Sanremo - La grande sfida, regia di Piero Vivarelli (1960)
- Il giorno più corto, regia di Sergio Corbucci (1962)
- Rita la zanzara, regia di Lina Wertmüller (1966)
- Non stuzzicate la zanzara, regia di Lina Wertmüller (1967)
- La feldmarescialla, regia di Steno (1967)
- Little Rita nel West, regia di Ferdinando Baldi (1967)

## Doppiatori
- Pino Locchi in: Ballata tragica, Una voce, una chitarra, un po' di luna, Totò, Peppino e la... malafemmina, Totò, Peppino e i fuorilegge, Totò, Vittorio e la dottoressa, Peppino, le modelle e... "chella llà"
- Oreste Lionello in: Little Rita nel West

## Programmi radio RAI
- Motivi di successo, orchestra Cetra diretta da Pippo Barzizza, con i cantanti Teddy Reno e Jula De Palma, trasmesso il 28 ottobre 1949
- Punto interrogativo, conduttori Delia Scala e Silvio Gigli, con Alberto Bonucci, orchestra di Lelio Luttazzi - varietà (1952)
- Una voce nella sera, con Teddy Reno e il complesso di Lelio Luttazzi, trasmesso il 31 agosto 1952
- Canzoni del sabato sera, presentate da Teddy Reno, orchestra diretta da Gianni Ferrio, sabato 18 agosto 1956, secondo programma, ore 20,30.
- Nastro di partenza, musica leggera in anteprima presentata da Teddy Reno, regia di Luigi Grillo, programma nazionale, 1976.

## Programmi televisivi
- Una voce nella sera, Canzoni al caminetto, con Teddy Reno e l'orchestra di Gianni Ferrio, trasmesso il 1º aprile 1956.
- Confidenze musicali, con Teddy Reno e l'orchestra diretta da Gianni Ferrio, trasmesso i lunedì alle ore 21,30 sulla RAI nell'estate del 1956.
- Marina Piccola, in 10 puntate trasmesse dal 18 giugno al 20 agosto 1958, condotto da Teddy Reno.

## Il teatro di rivista
- Rosso e nero, rivista di Oreste Biancoli, Marcello Ciorciolini e Mantoni, con Teddy Reno, Alberto Talegalli, Nilla Pizzi, Corrado, Luciano Sangiorgi (1954).
- L'adorabile Giulio, di Garinei e Giovannini (Teatro Sistina. Roma, 23 novembre 1957)